# Der Mann vom Diners Club
Der Mann vom Diners Club ist eine 1962 gedrehte, US-amerikanische Filmkomödie von Frank Tashlin mit Danny Kaye in der Haupt- und Titelrolle. Seinen Gegenspieler spielt Telly Savalas. Mit diesem Film endete Kayes regelmäßige Tätigkeit für das Kino.

## Handlung
Ernie Klenk ist ein kleiner Angestellter des Diners Clubs. Da er demnächst zu heiraten beabsichtigt, ist er mit den Gedanken völlig woanders, als er eine Kreditkarte des besagten Unternehmens weiterreicht, die schließlich beim Gangster Foots Pulardos landet. Dem wird gerade der Boden in den USA zu heiß, und er will sich daher mit seiner Braut Sugar Pye nach Mexiko absetzen. Kaum hat er die Diners-Club-Karte in den Händen, macht Klenks Boss seinem Angestellten die Hölle heiß: Der ist entsetzt vom Fauxpas seines Angestellten und macht Klenk klar, er solle unbedingt dem Ganoven die Karte des angesehenen Kreditkartenunternehmens wieder abknöpfen, egal wie. Ab sofort beginnt ein äußerst turbulentes Katz-und-Maus-Spiel, das Ernie in die unmöglichsten Situationen bringt. 
Pulardos betreibt seine kriminellen Aktivitäten hinter der Fassade eines Fitnessstudios, wo Ernie auftaucht, unter dem Deckmantel eines Fitnesstrainers, der hier einen Job sucht. Pulardos stellt fest, dass er und der Mann vom Diners Club eine physiognomische Eigenart gemein haben: der linke Fuß ist größer als der rechte. Das bringt den Schurken auf die Idee, Ernie ein Paar Sportschuhe aus Asbest unterzuschieben und im Anschluss daran seinen Laden mit Ernie darin niederzubrennen, damit man den toten Ernie für ihn hält. Wenn Pulardos dann für tot gehalten wird, will er sich mit Sugar Pye nach Mexiko absetzen, um dort ein neues Leben zu beginnen. Als hätte Ernest nicht schon Probleme genug, macht nun auch noch seine Braut Lucy Druck, die wegen Ernests häufiger Nähe zu Sugar Pye auf einmal eifersüchtig wird. Bald spitzen sich die Dinge zu, und während sich Pulardos und Sugar Pye mit Ernests Diners-Club-Karte auf dem Weg zum Flughafen begeben, um dort mit der Kreditkarte zwei Tickets nach Mexiko zu kaufen, muss Ernest nun schnellstens handeln. Schließlich gelingt es ihm, Pulardos das begehrte Stück Plastik abzuluchsen …

## Produktionsnotizen
Der Mann vom Diners Club erlebte seine Weltpremiere am 17. April 1963 in New York, in Deutschland wurde der Film am 29. August desselben Jahres erstaufgeführt. In Österreich lief der Film im selben Monat an. Am 3. Juni 1968 konnte man den Film erstmals im deutschen Fernsehen (in der ARD) sehen.
Don Ament entwarf die Filmbauten, William Kiernan war Ausstatter. Pat Barto zeichnete für die Kostüme verantwortlich.

## Kritiken
Im Lexikon des Internationalen Films heißt es: „Liebenswürdige Danny Kaye-Komödie gehobenen Niveaus.“

„Danny hat sicherlich inspirierender Eskapaden begangen als hier, aber als Slapstick ist es okay.“

„Minder wichtige Starkomödie mit komischen Momenten, die ein schludriges Drehbuch überstehen.“